# Hallonknoppmal
Hallonknoppmal (Lampronia corticella) är en fjärilsart som först beskrevs av Carl von Linné 1758.  Hallonknoppmal ingår i släktet Lampronia, och familjen knoppmalar. Arten är reproducerande i Sverige.

## Bildgalleri

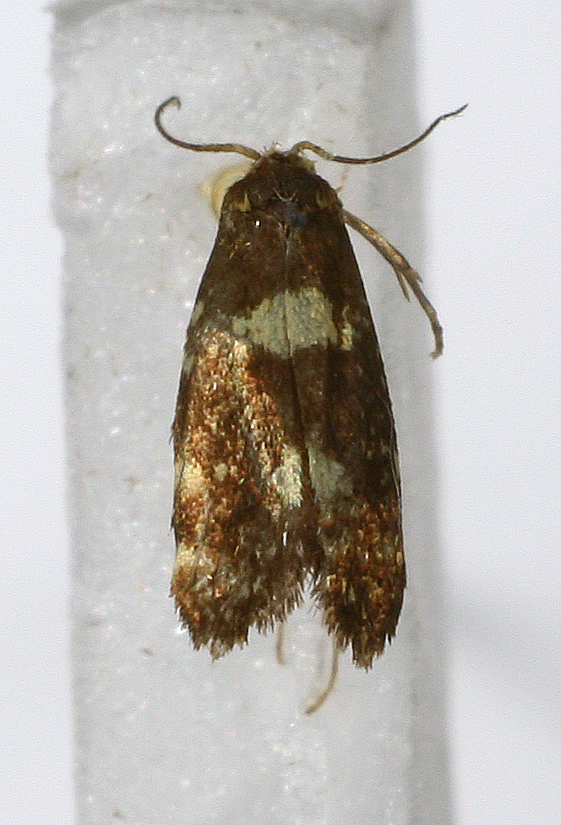